# Brandenburgia (prowincja)
Prowincja Brandenburgia (niem. Provinz Brandenburg) – prowincja państwa pruskiego, a potem zjednoczonych w XIX w. Niemiec (do 1945 r.). Prowincja powstała w 1815 roku. W 1939 roku prowincja miała powierzchnię 38 275 km² i liczyła 3 023 443 mieszkańców.
Od 21 marca 1939 zmieniono nazwę prowincji na Mark Brandenburg (Marchia Brandenburska).

## Zmiany terytorialne
Główna część terytorium prowincji to tereny należące wcześniej do Marchii Brandenburskiej, z wyłączeniem obszaru Starej Marchii (położonych na zachód od rzeki Łaby). W wyniku postanowień kongresu wiedeńskiego pod panowaniem Prus znalazła się północna Saksonia (Dolne Łużyce), która została włączona do tworzonej prowincji. 1 kwietnia 1881 z prowincji wydzielono administracyjnie miasto Berlin, jednak nadal podlegało ono pod nadprezydenta Brandenburgii. W 1920 odłączono część terytorium prowincji i przyłączono ją do tzw. Wielkiego Berlina.
W 1938 r. przyłączono do Brandenburgii część zlikwidowanej Marchii Granicznej Poznańsko-Zachodniopruskiej – powiat Bomst, powiat Międzyrzecz i powiat Schwerin (Warthe). W zamian, w związku z utworzeniem rejencji pilskiej w prowincji Pomorze, od Brandenburgii odłączono powiaty: Arnswalde i Friedeberg Nm.
Po drugiej wojnie światowej tereny na wschód od Odry przypadły Polsce jako część Ziem Odzyskanych. Po podziale Niemiec znalazła się w Niemieckiej Republice Demokratycznej. Od 1990 roku w Republice Federalnej Niemiec jako kraj związkowy Brandenburgia.

## Podział administracyjny
Stolica: Poczdam (Potsdam).
Dzieliła się na trzy rejencje: berlińską (Regierungsbezirk Berlin) w latach 1816–1821, frankfurcką (Regierungsbezirk Frankfurt) oraz poczdamską (Regierungsbezirk Potsdam).

### Rejencja berlińska
Powiat grodzki (Stadtkreise): Berlin

### Rejencja frankfurcka
Powiaty grodzkie (Stadtkreise):
1. Chociebuż Cottbus (od 1886)
2. Forst (Lausitz) (od 1897)
3. Frankfurt nad Odrą Frankfurt (Oder) (od 1826)
4. Gubin Guben (od 1884)
5. Gorzów Wielkopolski Landsberg (Warthe) (od 1892)

Powiaty ziemskie (Landkreise):
1. Arnswalde (do 1938)
2. Calau
3. Cottbus
4. Crossen (Oder)
5. Cüstrin (do 1836)
6. Friedeberg Nm.
7. Guben
8. Königsberg Nm.
9. Landsberg (Warthe)
10. Lebus (do 1863 z siedzibą we Frankfurcie, nst. w Seelow)
11. Luckau
12. Lübben (Spreewald)
13. Meseritz (od 1938)
14. Oststernberg (od 1873; siedziba w Zielenzig)
15. Schwerin (Warthe) (od 1938)
16. Soldin
17. Sorau (Lausitz)
18. Spremberg (Lausitz)
19. Sternberg (do 1873)
20. Weststernberg (od 1873; siedziba w Reppen)
21. Züllichau-Schwiebus (siedziba w Züllichau)

### Rejencja poczdamska
Powiaty grodzkie:
1. Berlin (1822–1875)
2. Brandenburg an der Havel (od 1881)
3. Charlottenburg (1877–1920; później część Wielkiego Berlina)
4. Deutsch-Wilmersdorf (1907–1920; później cz. Wlk. Berlina)
5. Eberswalde (od 1911)
6. Lichtenberg (1908–20; później część Wielkiego Berlina)
7. Poczdam Potsdam (od 1809)
8. Rathenow (od 1925)
9. Rixdorf (1899–1920; później część Wielkiego Berlina)
10. Schöneberg (1899–1920; później część Wielkiego Berlina)
11. Spandau (1886–1920; później część Wielkiego Berlina)
12. Wittenberge (od 1922)

Powiaty ziemskie:
1. Powiat Angermünde (siedziba w Angermünde)
2. Powiat Beeskow-Storkow (od 1836; siedziba w Beeskow)
3. Powiat Jüterbog-Luckenwalde (siedziba w Jüterbog)
4. Powiat Niederbarnim (siedziba w Berlinie)
5. Powiat Oberbarnim (siedziba w Bad Freienwalde (Oder))
6. Powiat Osthavelland (siedziba w Nauen)
7. Powiat Ostprignitz (siedziba w Kyritz)
8. Powiat Prenzlau (siedziba w Prenzlau)
9. Powiat Ruppin (siedziba w Neuruppin)
10. Pow. Teltow (do 1935 pow. Teltow-Storkow; siedziba w Berlinie)
11. Powiat Templin (siedziba w Templinie)
12. Powiat Westhavelland (siedziba w Rathenow)
13. Powiat Westprignitz (siedziba w Perleberg)
14. Powiat Zauch-Belzig (siedziba w Bad Belzig)

## Nadprezydenci Brandenburgii
| Lata urzędowania | Nadprezydent                                       | Lata życia  | Lata urzędowania | Nadprezydent                  | Lata życia  |
| ---------------- | -------------------------------------------------- | ----------- | ---------------- | ----------------------------- | ----------- |
| 1815–1824        | Georg Christian von Heydebreck                     | (1765–1828) | 1899–1905        | Theobald von Bethmann Hollweg | (1856–1921) |
| 1825–1840        | Friedrich Magnus von Bassewitz                     | (1773–1858) | 1905–1909        | August von Trott zu Solz      | (1855–1938) |
| 1840–1848        | August Werner von Meding                           | (1792–1871) | 1909–1910        | Friedrich Wilhelm von Loebell | (1855–1931) |
| 1848–1849        | Robert von Patow (nadzór komisaryczny)             | (1804–1890) | 1910–1914        | Alfred von Conrad             | (1852–1914) |
| 1849–1850        | Klemens von Wolff-Metternich (nadzór komisaryczny) | (1803–1872) | 1914–1917        | Rudolf von der Schulenburg    | (1860–1930) |
| 1850–1862        | Eduard Heinrich Flottwell                          | (1786–1865) | 1917–1919        | Friedrich Wilhelm von Loebell | (1855–1931) |
| 1862             | Werner von Selchow                                 | (1806–1884) | 1919–1933        | Adolf Maier                   | (1871–1963) |
| 1862–1879        | Gustav von Jagow                                   | (1813–1879) | 1933–1936        | Wilhelm Kube                  | (1887–1943) |
| 1879–1899        | Heinrich von Achenbach                             | (1829–1899) | 1936–1945        | Emil Stürtz                   | (1892–1945) |

## Wykaz miast 1815–1945 (stan ludności na 1 grudnia 1905)
| Herb | Miasto                                             | Ludność 1905 | Rejencja 1905 | Powiat 1905          | Obecna lokacja  |
| ---- | -------------------------------------------------- | ------------ | ------------- | -------------------- | --------------- |
|      | Berlin (1822–1875)                                 | 2 040 148    | poczdamska    | Berlin-Stadt         | Niemcy          |
|      | Charlottenburg (miasto do 1920)                    | 239 632      | poczdamska    | Charlottenburg-Stadt | Niemcy          |
|      | Rixdorf (miasto 1899–1920)                         | 153 572      | poczdamska    | Rixdorf-Stadt        | Niemcy          |
|      | Schöneberg (miasto 1898–1912)                      | 141 010      | poczdamska    | Schöneberg-Stadt     | Niemcy          |
|      | Spandau (miasto do 1920)                           | 70 302       | poczdamska    | Spandau-Stadt        | Niemcy          |
|      | Frankfurt an der Oder (Frankfurt nad Odrą)         | 64 304       | frankfurcka   | Frankfurt-Stadt      | Niemcy · Polska |
|      | Wilmersdorf (miasto 1906–1920)                     | 63 568       | poczdamska    | 'Wilmersdorf-Stadt   | Niemcy          |
|      | Potsdam (Poczdam)                                  | 61 414       | poczdamska    | Potsdam-Stadt        | Niemcy          |
|      | Lichtenberg (miasto 1907–1920)                     | 55 391       | poczdamska    | Lichtenberg-Stadt    | Niemcy          |
|      | Brandenburg an der Havel                           | 51 239       | poczdamska    | Brandenburg-Stadt    | Niemcy          |
|      | Cottbus (Chociebuż)                                | 46 270       | frankfurcka   | Cottbus-Stadt        | Niemcy          |
|      | Landsberg an der Warthe (Gorzów Wielkopolski)      | 36 934       | frankfurcka   | Landsberg-Stadt      | Polska          |
|      | Guben (Gubin)                                      | 36 636       | frankfurcka   | Guben-Stadt          | Niemcy · Polska |
|      | Forst in Lausitz                                   | 33 752       | frankfurcka   | Forst-Stadt          | Niemcy · Polska |
|      | Köpenick (miasto do 1920)                          | 27 721       | poczdamska    | Teltow               | Niemcy          |
|      | Eberswalde                                         | 23 833       | poczdamska    | Oberbarnim           | Niemcy          |
|      | Rathenow                                           | 23 095       | poczdamska    | Westhavelland        | Niemcy          |
|      | Luckenwalde                                        | 22 263       | poczdamska    | Jüterbog-Luckenwalde | Niemcy          |
|      | Prenzlau                                           | 20 929       | poczdamska    | Prenzlau             | Niemcy          |
|      | Fürstenwalde an der Spree                          | 20 489       | frankfurcka   | Lebus                | Niemcy          |
|      | Nowawes (miasto 1924–1939)                         | 19 026       | poczdamska    | Teltow               | Niemcy          |
|      | Neuruppin                                          | 18 555       | poczdamska    | Ruppin               | Niemcy          |
|      | Wittenberge                                        | 18 501       | poczdamska    | Westprignitz         | Niemcy          |
|      | Küstrin (Kostrzyn nad Odrą)                        | 17 404       | frankfurcka   | Königsberg           | Polska · Niemcy |
|      | Sorau (Żary)                                       | 16 410       | frankfurcka   | Sorau                | Polska          |
|      | Sommerfeld in der Niederlausitz (Lubsko)           | 12 251       | frankfurcka   | Krossen              | Polska          |
|      | Finsterwalde                                       | 11 685       | frankfurcka   | Luckau               | Niemcy          |
|      | Spremberg                                          | 11 188       | frankfurcka   | Spremberg            | Niemcy          |
|      | Oranienburg                                        | 10 637       | poczdamska    | Niederbarnim         | Niemcy          |
|      | Schwedt an der Oder                                | 9530         | poczdamska    | Angermünde           | Niemcy          |
|      | Bernau                                             | 9500         | poczdamska    | Niederbarnim         | Niemcy          |
|      | Perleberg                                          | 9499         | poczdamska    | Westprignit          | Niemcy          |
|      | Schwiebus (Świebodzin)                             | 9321         | frankfurcka   | Züllichau-Schwiebus  | Polska          |
|      | Zehdenick                                          | 9172         | poczdamska    | Templin              | Niemcy          |
|      | Arnswalde (Choszczno)                              | 9065         | frankfurcka   | Arnswalde            | Polska          |
|      | Nauen                                              | 8776         | poczdamska    | Osthavelland         | Niemcy          |
|      | Freienwalde an der Oder                            | 8341         | poczdamska    | Oberbarnim           | Niemcy          |
|      | Neudamm (Dębno)                                    | 8274         | frankfurcka   | Königsberg           | Polska          |
|      | Strausberg                                         | 7888         | poczdamska    | Oberbarnim           | Niemcy          |
|      | Angermünde                                         | 7575         | poczdamska    | Angermünde           | Niemcy          |
|      | Wittstock an der Dosse                             | 7574         | poczdamska    | Ostprignitz          | Niemcy          |
|      | Züllichau (Sulechów)                               | 7485         | frankfurcka   | Züllichau-Schwiebus  | Polska          |
|      | Velten (miasto od 1935)                            | 7467         | poczdamska    | Osthavelland         | Niemcy          |
|      | Krossen an der Oder (Krosno Odrzańskie)            | 7445         | frankfurcka   | Krossen              | Polska          |
|      | Pritzwalk                                          | 7309         | poczdamska    | Ostprignitz          | Niemcy          |
|      | Wriezen                                            | 7280         | poczdamska    | Oberbarnim           | Niemcy          |
|      | Lübben (Lubin)                                     | 7173         | frankfurcka   | Lübben               | Niemcy          |
|      | Jüterbog                                           | 7102         | poczdamska    | Jüterbog-Luckenwalde | Niemcy          |
|      | Werder an der Havel                                | 6987         | poczdamska    | Zauch-Belzig         | Niemcy          |
|      | Senftenberg                                        | 6904         | frankfurcka   | Calau                | Niemcy          |
|      | Strasburg                                          | 6797         | poczdamska    | Prenzlau             | Niemcy          |
|      | Driesen (Drezdenko)                                | 6359         | frankfurcka   | Friedeberg           | Polska          |
|      | Königsberg in der Neumark (Chojna)                 | 6138         | frankfurcka   | Königsberg           | Polska          |
|      | Fürstenberg an der Oder                            | 6137         | frankfurcka   | Guben                | ()              |
|      | Berlinchen (Barlinek)                              | 5995         | frankfurcka   | Soldin               | Polska          |
|      | Havelberg                                          | 5988         | poczdamska    | Westprignitz         | Niemcy          |
|      | Dahme                                              | 5851         | poczdamska    | Jüterbog-Luckenwalde | Niemcy          |
|      | Soldin (Myślibórz)                                 | 5704         | frankfurcka   | Soldin               | Polska          |
|      | Zielenzig (Sulęcin)                                | 5648         | frankfurcka   | Oststernberg         | Polska          |
|      | Friedeberg in der Neumarkt (Strzelce Krajeńskie)   | 5629         | frankfurcka   | Friedeberg           | Polska          |
|      | Finow (miasto od 1935)                             | 5430         | poczdamska    | Oberbarnim           | Niemcy          |
|      | Kyritz                                             | 5188         | poczdamska    | Ostprignitz          | Niemcy          |
|      | Treuenbrietzen                                     | 5014         | poczdamska    | Zauch-Belzig         | Niemcy          |
|      | Templin                                            | 4929         | poczdamska    | Templin              | Niemcy          |
|      | Drossen (Ośno Lubuskie)                            | 4905         | frankfurcka   | Weststernberg        | Polska          |
|      | Woldenberg (Dobiegniew)                            | 4608         | frankfurcka   | Friedeberg           | Polska          |
|      | Beeskow                                            | 4577         | poczdamska    | Beeskow-Storkow      | Niemcy          |
|      | Reppen (Rzepin)                                    | 4530         | frankfurcka   | Weststernberg        | Polska          |
|      | Zossen                                             | 4430         | poczdamska    | Teltow               | Niemcy          |
|      | Sonnenburg (Słońsk)                                | 4427         | frankfurcka   | Oststernberg         | Polska          |
|      | Kirchhain                                          | 4325         | frankfurcka   | Luckau               | Niemcy          |
|      | Beelitz                                            | 4256         | poczdamska    | Zauch-Belzig         | Niemcy          |
|      | Königs Wusterhausen (miasto od 1935)               | 4247         | poczdamska    | Teltow               | Niemcy          |
|      | Luckau                                             | 4171         | frankfurcka   | Luckau               | Niemcy          |
|      | Ketzin                                             | 4167         | poczdamska    | Osthavelland         | Niemcy          |
|      | Vietz (Witnica) (miasto od 1935)                   | 4070         | frankfurcka   | Landsberg            | Polska          |
|      | Oderberg                                           | 4013         | poczdamska    | Angermünde           | Niemcy          |
|      | Teltow                                             | 4009         | poczdamska    | Teltow               | Niemcy          |
|      | Lippehne (Lipiany)                                 | 3991         | frankfurcka   | Soldin               | Polska          |
|      | Gransee                                            | 3914         | poczdamska    | Ruppin               | Niemcy          |
|      | Lübbenau im Spreewald                              | 3805         | frankfurcka   | Calau                | Niemcy          |
|      | Gassen (Jasień)                                    | 3763         | frankfurcka   | Sorau                | Polska          |
|      | Müncheberg                                         | 3752         | frankfurcka   | Lebus                | Niemcy          |
|      | Trebbin                                            | 3656         | poczdamska    | Teltow               | Niemcy          |
|      | Bärwalde in der Neumark (Mieszkowice)              | 3456         | frankfurcka   | Königsberg           | Polska          |
|      | Calau                                              | 3380         | frankfurcka   | Calau                | Niemcy          |
|      | Mittenwalde                                        | 3059         | poczdamska    | Teltow               | Niemcy          |
|      | Liebenwalde                                        | 3035         | poczdamska    | Niederbarnim         | Niemcy          |
|      | Friesack                                           | 2989         | poczdamska    | Westhavelland        | Niemcy          |
|      | Wusterhausen an der Dosse                          | 2986         | poczdamska    | Ruppin               | Niemcy          |
|      | Belzig                                             | 2888         | poczdamska    | Zauch-Belzig         | Niemcy          |
|      | Seelow                                             | 2863         | frankfurcka   | Lebus                | Niemcy          |
|      | Biesenthal                                         | 2841         | poczdamska    | Oberbarnim           | Niemcy          |
|      | Peitz                                              | 2835         | frankfurcka   | Cottbus              | Niemcy          |
|      | Vetschau                                           | 2819         | frankfurcka   | Calau                | Niemcy          |
|      | Neuwedell (Drawno)                                 | 2791         | frankfurcka   | Arnswalde            | Polska          |
|      | Kremmen                                            | 2758         | poczdamska    | Osthavelland         | Niemcy          |
|      | Storkow                                            | 2720         | poczdamska    | Beeskow-Storkow      | Niemcy          |
|      | Lychen                                             | 2619         | poczdamska    | Templin              | Niemcy          |
|      | Bad Schönfließ (Trzcińsko-Zdrój)                   | 2598         | frankfurcka   | Königsberg           | Polska          |
|      | Rheinsberg                                         | 2575         | poczdamska    | Ruppin               | Niemcy          |
|      | Lenzen                                             | 2526         | poczdamska    | Westprignitz         | Niemcy          |
|      | Altlandsberg                                       | 2406         | poczdamska    | Niederbarnim         | Niemcy          |
|      | Niemegk                                            | 2263         | poczdamska    | Zauch-Belzig         | Niemcy          |
|      | Bernstein (Pełczyce)                               | 2260         | frankfurcka   | Soldin               | Polska          |
|      | Müllrose                                           | 2227         | frankfurcka   | Lebus                | Niemcy          |
|      | Joachimsthal                                       | 2202         | poczdamska    | Angermünde           | Niemcy          |
|      | Göritz an der Oder (Górzyca)                       | 2167         | frankfurcka   | Weststernberg        | Polska          |
|      | Plaue an der Havel (miasto od 18??)                | 2129         | poczdamska    | Westhavelland        | Niemcy          |
|      | Wilsnack                                           | 2106         | poczdamska    | Westprignitz         | Niemcy          |
|      | Lebus (Lubusz)                                     | 2082         | frankfurcka   | Lebus                | Niemcy          |
|      | Buckow                                             | 2040         | frankfurcka   | Lebus                | Niemcy          |
|      | Reetz in der Neumark (Recz)                        | 2036         | frankfurcka   | Arnswalde            | Polska          |
|      | Fürstenfelde (Boleszkowice)                        | 1986         | frankfurcka   | Königsberg           | Polska          |
|      | Baruth                                             | 1986         | poczdamska    | Jüterbog-Luckenwalde | Niemcy          |
|      | Drebkau                                            | 1834         | frankfurcka   | Calau                | Niemcy          |
|      | Werneuchen (miasto od 18??)                        | 1824         | poczdamska    | Oberbarnim           | Niemcy          |
|      | Meyenburg                                          | 1814         | poczdamska    | Ostprignitz          | Niemcy          |
|      | Alt Ruppin (miasto do 1993)                        | 1813         | poczdamska    | Ruppin               | Niemcy          |
|      | Putlitz                                            | 1805         | poczdamska    | Westprignitz         | Niemcy          |
|      | Triebel (Trzebiel)                                 | 1737         | frankfurcka   | Sorau                | Polska          |
|      | Christianstadt am Bober (Krzystkowice)             | 1694         | frankfurcka   | Sorau                | Polska          |
|      | Zehden (Cedynia)                                   | 1642         | frankfurcka   | Königsberg           | Polska          |
|      | Dobrilugk                                          | 1632         | frankfurcka   | Luckau               | Niemcy          |
|      | Pritzerbe                                          | 1618         | poczdamska    | Westhavelland        | Niemcy          |
|      | Lindow                                             | 1594         | poczdamska    | Ruppin               | Niemcy          |
|      | Sternberg (Torzym)                                 | 1589         | frankfurcka   | Oststernberg         | Polska          |
|      | Brück                                              | 1503         | poczdamska    | Zauch-Belzig         | Niemcy          |
|      | Lieberose                                          | 1487         | frankfurcka   | Lübben               | Niemcy          |
|      | Golßen                                             | 1486         | frankfurcka   | Luckau               | Niemcy          |
|      | Freyenstein (miasto do 19??)                       | 1473         | poczdamska    | Ostprignitz          | Niemcy          |
|      | Brüssow                                            | 1441         | poczdamska    | Prenzlau             | Niemcy          |
|      | Vierraden                                          | 1440         | poczdamska    | Angermünde           | Niemcy          |
|      | Fehrbellin                                         | 1437         | poczdamska    | Osthavelland         | Niemcy          |
|      | Zinna (miasto do 1861)                             | 1402         | poczdamska    | Jüterbog-Luckenwalde | Niemcy          |
|      | Königswalde (Lubniewice)                           | 1306         | frankfurcka   | Oststernberg         | Polska          |
|      | Rhinow                                             | 1273         | poczdamska    | Westhavelland        | Niemcy          |
|      | Liebenau (Lubrza) (miasto od 1857)                 | 1217         | frankfurcka   | Züllichau-Schwiebus  | Polska          |
|      | Greiffenberg                                       | 1210         | poczdamska    | Angermünde           | Niemcy          |
|      | Wendisch Buchholz                                  | 1208         | poczdamska    | Beeskow-Storkow      | Niemcy          |
|      | Mohrin (Moryń)                                     | 1198         | frankfurcka   | Königsberg           | Polska          |
|      | Bobersberg (Bobrowice)                             | 1159         | frankfurcka   | Krossen              | Polska          |
|      | Sonnewalde                                         | 1076         | frankfurcka   | Luckau               | Niemcy          |
|      | Neustadt an der Dosse                              | 1053         | poczdamska    | Ruppin               | Niemcy          |
|      | Friedland                                          | 1028         | frankfurcka   | Lübben               | Niemcy          |
|      | Pförten (Brody)                                    | 756          | frankfurcka   | Sorau                | Polska          |
|      | Saarmund (miasto do 1861)                          | 736          | poczdamska    | Zauch-Belzig         | Niemcy          |
|      | Teupitz                                            | 705          | poczdamska    | Teltow               | Niemcy          |
|      | Trebschen (Trzebiechów) (miasto do 1860)           | 439          | frankfurcka   | Züllichau-Schwiebus  | Polska          |
|      | Lagow (Łagów) (miasto do 1931)                     | 428          | frankfurcka   | Oststernberg         | Polska          |
|      | Schermeisel (Trzemeszno Lubuskie) (miasto do 1870) | 335          | frankfurcka   | Oststernberg         | Polska          |

1 kwietnia 1938 do Brandenburgii przyłączono 8 miast: Babimost (Bomst) i Kargowa (Unruhstadt) z powiatu Bomst, Brójce (Brätz), Międzyrzecz (Meseritz), Pszczew (Betsche) i Trzciel (Tirschtiegel) z powiatu Meseritz oraz Bledzew (Blesen) i Skwierzyna (Schwerin an der Warthe) z powiatu Schwerin.

## Największe miasta

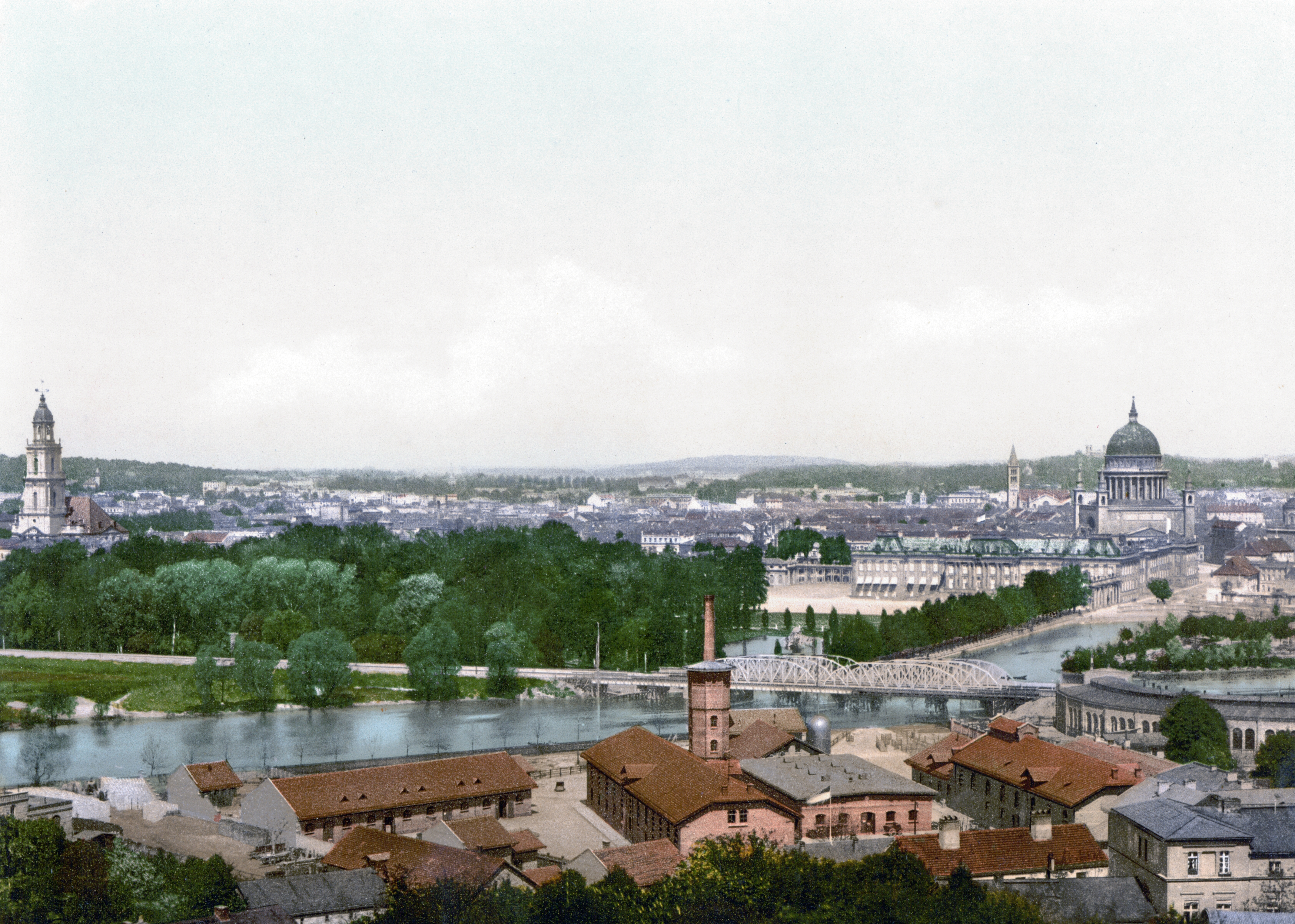
Poczdam, ok. 1890–1905

Populacja największych miast prowincji pod koniec XIX wieku:
|     | miasto                     | pop. 1890 | pop. 1900 | rejencja    | źródło | 2016   |
| --- | -------------------------- | --------- | --------- | ----------- | ------ | ------ |
| 1.  | Charlottenburg             | 76,859    | 189,305   | poczdamska  | [ 6 ]  | Niemcy |
| 2.  | Schöneberg                 | 28,721    | 95,998    | poczdamska  | [ 6 ]  | Niemcy |
| 3.  | Rixdorf                    | 35,702    | 90,422    | poczdamska  | [ 6 ]  | Niemcy |
| 4.  | Spandau                    | 45,365    | 65,030    | poczdamska  | [ 6 ]  | Niemcy |
| 5.  | Frankfurt nad Odrą/Słubice | 55,738    | 61,852    | frankfurcka | [ 7 ]  | /      |
| 6.  | Poczdam                    | 54,125    | 59,796    | poczdamska  | [ 8 ]  | Niemcy |
| 7.  | Brandenburg an der Havel   | 37,817    | 49,250    | poczdamska  | [ 9 ]  | Niemcy |
| 8.  | Chociebuż                  | 34,910    | 39,322    | frankfurcka | [ 10 ] | Niemcy |
| 9.  | Gorzów Wielkopolski        | 28,065    | 33,598    | frankfurcka | [ 11 ] | Polska |
| 10. | Gubin/Gubin                | 29,328    | 33,122    | frankfurcka | [ 12 ] | /      |